# لويس كارلوس أسبريلا
لويس كارلوس أسبريلا (بالإسبانية: Luis Carlos Asprilla)‏ هو لاعب كرة قدم كولومبي في مركز الدفاع، ولد في 1 يوليو 1977 في Istmina ‏ في كولومبيا. لعب مع ديبورتيفو باستو وديبورتيفو بيريرا وديبورتيفو كالي وهوراكان.